# Mănăstirea Doicești
Mănăstirea Doicești numită și Schitul Păroaia (după numele jupaniței Ecaterina, soția lui Para logofăt una dintre donatoarele de la mijlocul secolului al XVII-lea) sau, mai nou, Schitul Lăculețe, o ctitorie a domnitorului Matei Basarab mai puțin cunoscută, atât datorită insuficientelor izvoare documentare care să dea informații despre ea, cât și datorită transformărilor arhitecturale și decoramentale suferite de-a lungul timpului.

## Amplasare
Mănăstirea era situată în vecinătatea satului Doicești din județul Dâmbovița, actualmente în satul Lăculețe, comuna Glodeni același județ.

## Arhitectură
Nu se cunoaște arhitectura inițială a construcției datorită afectărilor în urma cataclismelor naturale și a refacerilor ce nu au mai respectat planurile originale. De altfel Aurel I. Gheorghiu, într-un studiu despre două monumente bisericești ale județului, afirma „[...] dacă nu ar fi fost martoră pisania citată, nimeni nu ar socoti-o opera epocii lui Matei Basarab [...]“ (Aurel I. Gheorghiu „Două lăcașuri sfinte din trecut: mănăstirea Panaghia și schitul Lăculețe“ în revista „Biserica Ortodoxă Română“, nr.11-12, p. 1211-1217, 1963)

## Istoric
Conform pisaniei, printre puținele elemente din secolulul al XVII-lea care s-au mai păstrat, manăstirea de maici având hramul Sf. prooroc Ilie a fost clădită din temelii între anii 1645-1646 iar ctitorii sunt domnitorul împreună cu doamna sa Elina. La 9 aprilie 1646 era gata, așa cum rezultă dintr-un act în care este i se confirmă primele donații, ale domnului însuși (interesant este formularea în care se spune că pământul este dat de strămoșii domnului ceea ce ar putea induce ideea că mănăstirea a fost construită peste o o alta anterioară necunoscută încă) și ale lui Tudor clucerul Doicescul, chiar ispravnicul mănăstirii, și Ștefan cihodarul din Bărbătești, care au fost trecuți la ctitori.
Printr-un act din 21 mai același an, domnitorul înzestrează mănăstirea cu livada Lăculețe, cumpărată de la un anume Radu dărăban din Târgoviște. Această mănăstire nu este trecută în majoritatea cronicilor țării în dreptul realizărilor lui Matei Basarab, cu toate că apare în mai multe acte ale secolului, în toate figurând ca ctitorie a marelui domnitor. Istoricul Nicolae Iorga crede că ar putea-o identifica cu o ctitorie „[...] la Bărbătești, pre Iazmă  [...]“ dintr-o versiune a acestor cronici.
Dintr-o pisanie târzie aflăm că acest schit a fost refăcut de Constantin Brâncoveanu în 1702 în condiții necunoscute, continuându-și aproape neobservată existența până la cutremurul din 1802 când biserica este dărâmată. De refacerea ei s-a ocupat banul Grigore Brâncoveanu, urmașul domnitorului martir.
Clădirea este dinou afectată de cutremurul din 1838, refăcută și de data aceasta în 1849 de clucerul Iancu Nedeianu, la insistențele, și pe cheltuiala cuvioasei Elisabeta Brâncoveanu, văduva banului.
După 1864 mănăstirea de maici este desființată iar biserica acesteia devine biserică a satului Lăculețe așa cum este și în ziua de azi. Ultima reparație notabilă este cea din 1898 când este făcut amvonul bisericii, și acest fapt consemnat într-o pisanie.